# Szkoła Podstawowa w Nielepkowicach
Szkoła Podstawowa w Nielepkowicach – zlikwidowana szkoła podstawowa w Nielepkowicach (zlikwidowana w 2005 roku).

## Historia
Szkoła ludowa filialna w Nielepkowicach została zorganizowana reskryptem Rady szkolnej krajowej 7 czerwca 1874 roku. Przydatnym źródłem archiwalnym do poznawania historii szkolnictwa w Galicji są austriackie Szematyzmy Galicji i Lodomerii, które podają wykaz szkół ludowych, wraz z nazwiskami ich nauczycieli. 
Początkowo w latach 1874–1877 szkoła nie posiadała stałego nauczyciela (posada nieobsadzona). Szkoły wiejskie były męskie, a od 1890 roku były mieszane (koedukacyjne). W 1892 roku szkoła została przemianowana na 1-klasową. Od 1911 roku szkoła posiadała nauczycieli pomocniczych, którymi byli: Franciszka Szwajlik (1911–1912) i Anna Grzegorzak (1912–1914?). W 1924 roku szkoła była 2-klasowa.
Kierownicy szkoły
- 1874–1877 – posada nieobsadzona[2].
- 1877–1878 – Stanisława Teodorowicz[3].
- 1878–1885 – Bronisława Muszyk[4].
- 1885–1887 – Emilia Jaglarska[5].
- 1887–1908 – Gabriela Waszko[6].
- 1908–1914? – Teresa Tokarzewska[7].
- 1924 – Teresa Mołoń.

W 2005 roku z powodu niżu demograficznego szkoła filialna została zlikwidowana.